# Жальгирис (стадион)
«Жа́льгирис» (лит. „Žalgiris“) — до 2016 года крупнейший стадион в Литве. Располагался в Жирмунайском старостве Вильнюса на улице Ринктинес. Вместимость к моменту сноса составляла 15 030 зрителей. Автор проекта Виктор Аникин.

## История

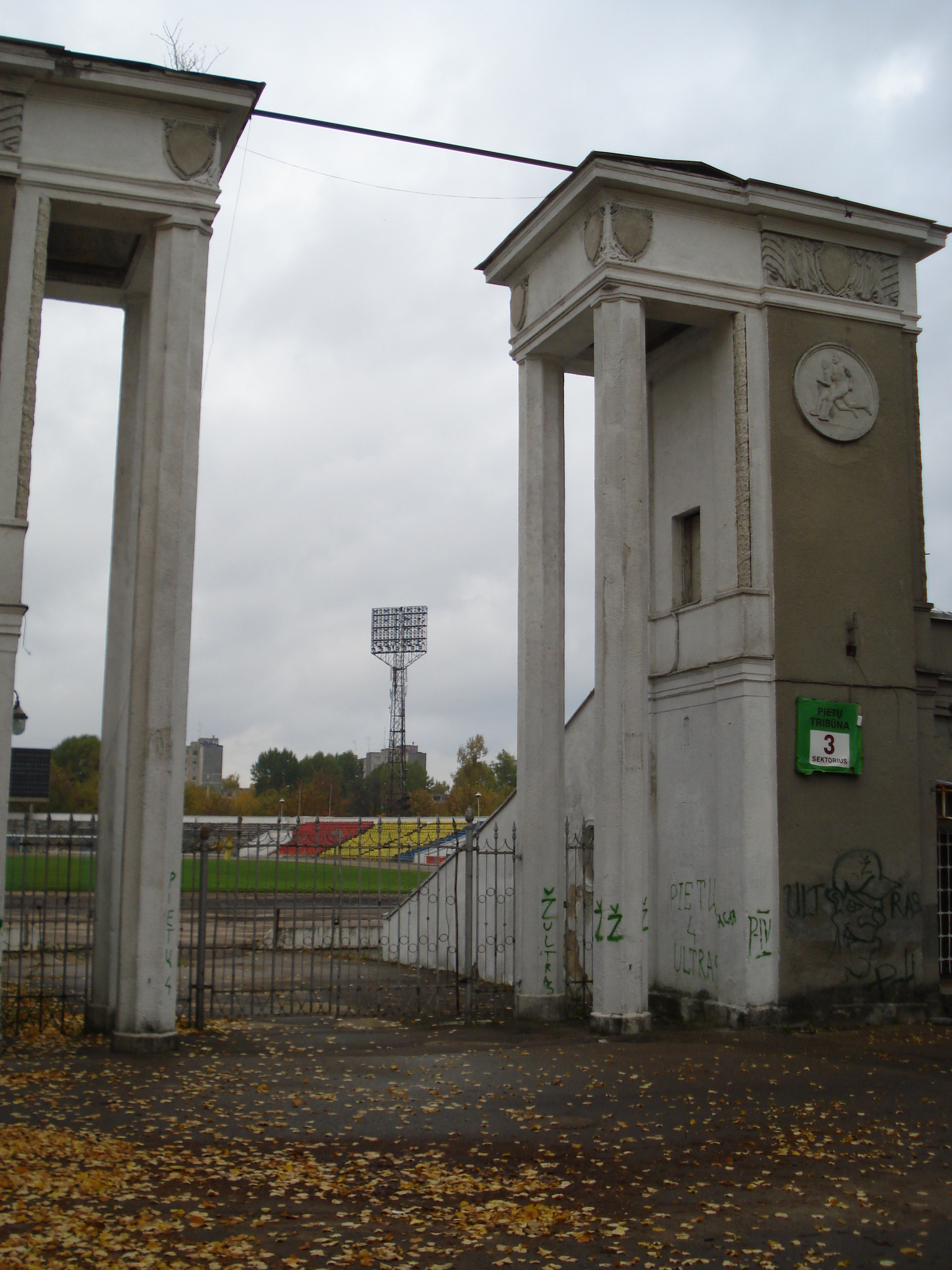
Главные ворота стадиона

Стадион строился после Второй мировой войны немецкими военнопленными.
В 1950 году была построена западная трибуна и оборудовано футбольное поле с беговыми дорожками вокруг него. Стадион первоначально носил название «Спартак», современное название[уточнить] — в честь Грюнвальдской битвы (Žalgirio mūšis).
Позднее были выстроены железобетонные трибуны вокруг футбольного поля на 18 тысяч зрителей (по другим сведениям, бетонные трибуны оборудованы на 20 тысяч зрителей). Стадион занял площадь в 22 га и стал первой частью спортивного комплекса, который образовали построенный в 1955 году большой спортивный зал, рядом с ним — летний открытый [плавательный бассейн], оборудованный в 1958 году, и просторное здание зимнего закрытого плавательного бассейна (снесён в 2004 году), к которым позднее добавился Дворец спорта (1971).

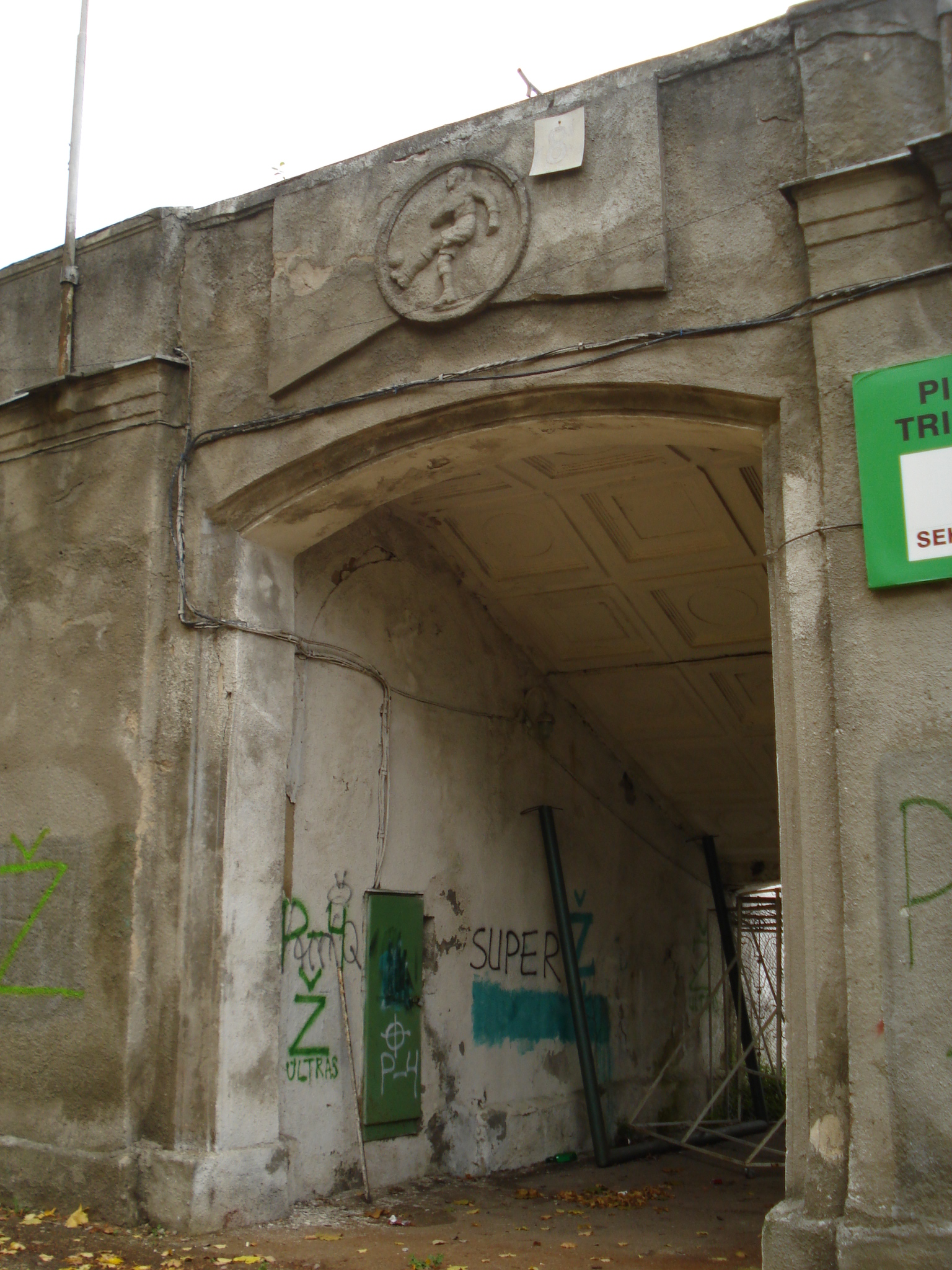
Вход у южной трибуны

В независимой Литве стадионом владела фирма «Žalgirio sporto arena». В 2012 году банк «Укё банкас» (Ūkio bankas) увеличил долю находящихся в его управлении акций фирмы до 100 %. 
В 2013 году банк «Шаулю банкас» (Šiaulių bankas) перенял имущество обанкротившегося «Укё банка» и его дочернего предприятия «Žalgirio sporto arena», в том числе стадион «Жальгирис».
В 2015 году группа по торговле недвижимостью Hanner Арвидаса Авулиса (конкретно — ЗАО „Promola“) приобрела у «Шаулю банкас» стадион и здания на его территории (площадью 8 га). 
Территорию планировали разделить на две части — жилую и коммерческую — и произвести застройку жилыми домами, гостиницами и офисами
В 2016 году стадион был снесён, к 2018 году на его территории был возвездён комплекс жилых домов и коммерческих зданий.